# Denis McDonough
Denis Richard McDonough (1969. december 2. –) amerikai politikus, 2021 és 2025 között Egyesült Államok veteránügyi minisztere Joe Biden elnökségének idején.
2013 és 2017 között Barack Obama elnök kabinetfőnökeként szolgált. Helyettes nemzetbiztonsági tanácsadó volt 2010 és 2013 között.

## Karrier

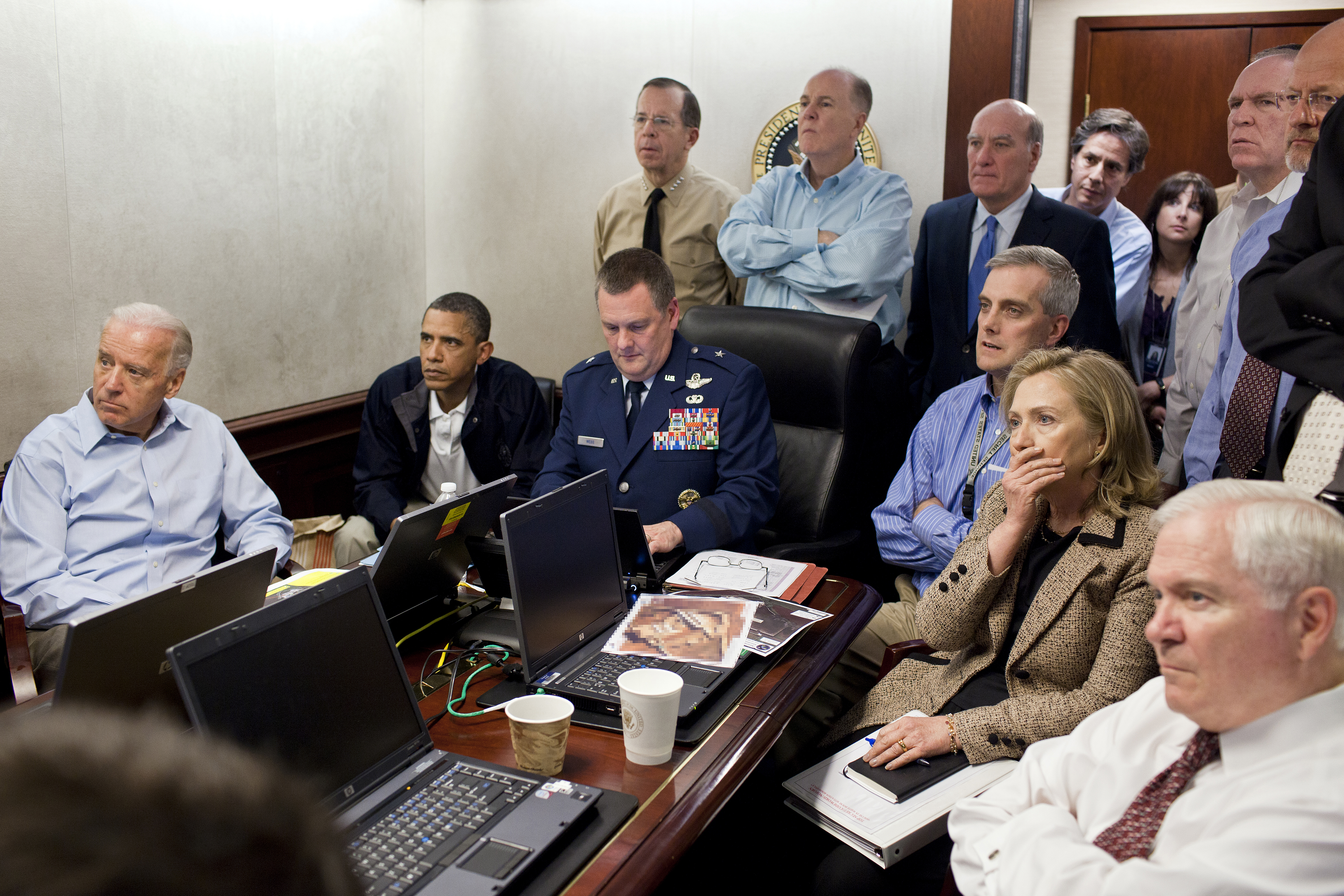
McDonough (kék ingben) Barack Obama elnökkel, bin Láden meggyilkolása idején

### Obama-kormány
Barack Obama megválasztása után a Nemzetbiztonsági Tanács stratégiai igazgatója lett. A Tanács kabinetfőnöke is volt egy időben. 
2010. október 20-án Obama elnök bejelentette, hogy McDonough fogja átvenni a előléptetett Thomas E. Donilon helyét, mint helyettes nemzetbiztonsági tanácsadó. Donilon a távozó James L. Jones helyét vette át, mint nemzetbiztonsági tanácsadó. McDonough látható volt többek között képeken egy pakisztáni művelet idején, amely Oszáma bin Láden meggyilkolásával végződött.
2013. január 20-án Obama, második ciklusának kezdetén kinevezte McDonought, mint kabinetfőnöke.

### Biden-kormány
Joe Biden veteránügyi miniszternek jelölte McDonought. 2021. február 8-án tették hivatalossá jelölését, miután a Szenátus 87-7 arányban elfogadta azt. A második személy, aki nem szolgált a hadseregben és veteránügyi miniszter lett.